# Chinese Chongqing Dog
Der Chinese Chongqing Dog ist eine nicht von der FCI anerkannte Hunderasse aus der Volksrepublik China. Die Rasse wird von der China Kennel Union (CKU), die China in der FCI vertritt, als nationale Rasse anerkannt. Die UCK gruppiert die Rasse nach FCI-Standard in Gruppe 2 ein: Pinscher und Schnauzer – Molosser – Schweizer Sennenhunde. Die FCI Anerkennung wird angestrebt.

## Herkunft und Geschichte
Der Chongqing Dog hat eine lange Geschichte, heute wird vermutet, dass seine Ursprünge etwa vor 2000 Jahren lagen, in Chongqing, einer südwestlichen Region Chinas. Archäologen fanden am 20. April 2000 ein Gräberfeld der westlichen Han-Dynastie (um 202 v. Chr. bis 8  n. Chr.) im Gebiet Jiangbei in Chongqing. Dort wurde eine große Anzahl von Hundestatuen aus Keramik gefunden, die dem Chongqing Dog ähneln. Der Rassestandard beschreibt als direkte Vorfahren der Rasse regionale Hunde aus den benachbarten Regionen Dazhu, Hechuan, Yongchuan, Lingshui und Guang’an, die gemeinsam als Chongqing-Hunde (Chongqing Dog) bezeichnet wurden. Sie wurden für die Jagd in den Bergregionen von Ost-Sichuan verwendet. Im Laufe der Zeit verloren diese Hundetypen ihre Einsatzbereiche und damit an Bedeutung und der Bestand nahm deutlich ab. Ab den 1970er Jahren wurde die Rasse entwickelt und wurde zu einem beliebten Gebrauchshund.

## Beschreibung
Sowohl der Chinese Chuandong hound als auch der Chinese Chongqing Dog wurden aus denselben Vorfahren entwickelt. Die CKU, der chinesische Hundezuchtverband führt diese unter den separaten Namen. Der Chongqing Dog ist mit bis zu 45 cm ein Hund mittlerer Größe, kompakt und quadratisch gebaut, muskulös und leistungsfähig. Vom Typ her entspricht er einem Molosser. Er wird als loyaler, intelligenter und mutiger Hund beschrieben. Das Fell ohne Unterwolle in den Farben Rot (in Variationen hell bis dunkel) und schwarz ist kurz, glatt anliegend und pflegeleicht. Der Kopf ist etwas wuchtig im Verhältnis zum Körper, mit deutlichem Stop und faltiger Stirn. Die Ohren sind klein, aufrecht stehend, dünn und nach vorne gerichtet. Wie beim Chow-Chow oder Shar Pei soll der Chongqing Dog schwärzlichblaue Lefzen haben und eine blaue Zunge.

## Verwendung
Im Rassestandard sind die Verwendungen Haushund, Wachhund und Jagdbegleiter angegeben.